# 고희경 (방송인)
고희경(1969년 4월 14일 ~ )은 대한민국의 민영방송국인 SBS 소속의 기자이자 앵커이다.
충청남도 아산시 출신으로 이화여자대학교를 92년 졸업(88학번)하여 1991년 개국멤버로 SBS에 기자로 입사하였다. 1998년부터 2000년까지 SBS 8 뉴스의 주말 진행을 진행한 적이 있으며, 이 외에도 또 출발! 모닝와이드, SBS 나이트라인 등의 프로그램을 진행하는 등 보도 프로그램의 앵커로서도 경력이 많은 것이 특징이다. 특히, 2007년부터 2009년까지 진행했던 SBS 나이트라인은 SBS에서 개국이래 최초로 여성 단독으로 진행을 담당하여 화제가 되었다. 그리고 2013년부터 진행하는 SBS 토론공감은  토론프로그램 중 최초로 여성이 사회자를 맡기도 하였다. 2023년 4월 3일부터 SBS 오 뉴스를 진행할 예정이다. 현재 직책은 SBS 보도국 부국장이다. 키는 165cm이다.

## 같이 보기
- 김소원 - SBS 소속으로 대한민국 최초의 기혼(당시 기준) 앵커